# Сука любовь (альбом)
«Сука любовь» — дебютный и единственный альбом российской группы «Михей и Джуманджи», выпущенный 25 мая 1999 года на лейбле Real Records.
Альбом состоит из 10 треков и был записан в период с 1998 по 1999 год в московской студии «Красная роза», кроме песни «Сука любовь» — в студии «Гала». В записи альбома приняли участие певицы Инна Steel и Теона Контридзе. Музыку для альбома создали Сергей Крутиков («Михей») и Эльбрус Черкезов («Mr. Bruce»), кроме песни «Туда» (Инна Steel и Андрей Соловьёв). Все тексты для альбома написал Михей, кроме песен «Дорога к морю» (Леонид Фадеев) и «Туда» (Инна Steel). Альбом создан в жанре регги с примесью эйсид-джаза, фанка и соула. А римейк песни Юрия Антонова «Дорога к морю» сделан в жанре драм-н-бейс.
Альбом был высоко оценён музыкальными критиками изданий «ОМ», «Афиша», «Живой звук», Fuzz и «Звуки.ру», а также интернет-порталом Rap.ru. Помимо этого был включён музыкальной газетой «Живой звук» в список «20 лучших отечественных и зарубежных альбомов года», сайтом «Непопса» в список «25 лучших альбомов года» (1999), интернет-порталом Rap.ru в список «Главных альбомов русского рэпа» (2007), и журналом «Афиша» в список «50 лучших русских альбомов всех времён» (2010) и «100 лучших альбомов за последние 30 лет» (2022). За этот альбом радиостанция Maximum присудила Михею титул «Исполнитель года», а дуэту Михея с Инной Стил — титул «Дуэт года». Журнал «ОМ» назвал «Михей и Джуманджи» «Группой года».
Песни из альбома «Сука любовь» и «Туда» стали хитами радио- и телеэфиров. По итогам года, составленным радиостанцией Maximum, композиции «Туда», «Дорога к морю» и «Сука любовь» вошли в «Лучшую сотню хитов радио за 1999 год». Помимо этого «Сука любовь» была включена журналом «Афиша» в список «99 русских хитов» (2011) и английским интернет-изданием Highsnobiety в список «A Brief, Untold History of Russian Rap» (2017). Видеоклип на «Суку любовь» был внесён журналом «Афиша» в список «25 главных хип-хоп-клипов на русском языке» (2020), а видеоклип на «Туда» вошёл в «Русскую десятку за год» телеканала «MTV Россия».
Альбом был переиздан после смерти Михея на компакт-дисках в 2002, 2005 и 2012 годах. В 2013 году альбом был выпущен на грампластинке фирмой грамзаписи «Никитин» совместно с Первым музыкальным издательством, а в 2020 году — ZBS Records.

## Об альбоме
В середине 1997 года Михей вместе с бас-гитаристом группы Bad Balance, Эльбрусом Черкезовым («Брюс»), начал репетировать над новым проектом. В то время они снимали одну квартиру на двоих в Москве, именно там на кухне под контрабас и бас-гитару были придуманы аранжировки ко всем песням проекта. Для создания музыки использовались два виниловых проигрывателя, двухкассетный магнитофон Sharp, 8-канальная портастудия Roland (взятая у MC Павлова), гитара, бас-гитара и контрабас. Название для проекта Михей позаимствовал из американского фильма «Джуманджи», который ему очень понравился после просмотра в 1996 году. Название «Михей и Джуманджи» было придумано администратором группы Bad Balance — Костасом Хиониди, но написание разнилось с оригиналом («Jumangee» вместо «Jumanji»). Михей впервые исполнил песню «Сука любовь» в стиле регги во время фристайла группы Bad Balance в передаче Freestyle на радио «Станция 106,8 FM» летом 1997 года. На концертах Bad Balance Михей под аккомпанемент контрабаса Брюса исполнял черновую версию песни «Сука любовь». Одно из таких выступлений произошло на фестивале «Территория Пацифик» в клубе «Махаон» во Владивостоке 13 декабря 1997 года.
В начале 1998 года Михей с помощью Брюса, звукорежиссёра Юрия Богданова и сессионных музыкантов записал в московской студии «Гала» «Суку любовь» в том варианте, который представлен в альбоме, и целый год предлагал песню многим радиостанциям, но её никто не брал. Успеху песни «Сука любовь» серьёзно помогла радиоведущая «Шызгара-шоу» на «Нашем радио», Оля Максимова, которая принесла эту песню на радио. Она преподнесла её программному директору радио «Максимум» и песню взяли в ротацию радио «Максимум», где она впервые прозвучала 11 октября 1998 года и продержалась две недели в «хит-параде двух столиц» с 15 по 29 ноября 1998 года:

Это моя гордость. Здесь я сыграла большую роль в раскрутке этого парня. Однажды я услышала его в клубе и подумала: «Какой чувак пропадает». И принесла кассету на радио, после чего «Суку любовь» поставили в ротацию.

Дальнейшие попытки Михея и Брюса записать песни в студии «Гала» заканчивались неудачей из-за большого скопления людей, которые мешали процессу записи. Поэтому было принято решение записывать альбом втайне ото всех в московской студии «Красная роза». Ещё одна песня «Мама» также попала в ротацию радио «Максимум», где она впервые прозвучала 13 декабря 1998 года и продержалась две недели в «хит-параде двух столиц» с 3 по 17 января 1999 года. Успех всего лишь двух песен «Джуманджи» — «Сука любовь» и «Мама» — за три последних месяца 1998 года сделал Михея одним из самых удачных дебютантов.
Осенью 1998 года по просьбе воронежской певицы Инны Steel Михей записал вместе с ней песню «Туда». С певицей Михей познакомился во время работы над новым альбомом группы Bad Balance «Город джунглей» в московской студии звукозаписи «Гала» в начале 1998 года. Михей исполнил бэк-вокальную партию для двух её композиций: «Стремление» и «Туда». Слова к ним певица написала сама, а музыку создала совместно со звукорежиссёром студии «Гала» Андреем Соловьёвым, с которым у неё были близкие отношения. После трагической гибели 25-летнего Соловьёва в автокатастрофе Стил предложила Михею перепеть песню «Туда» и посвятить её «любимому». Песня «Туда» впервые прозвучала на радио «Максимум» 25 апреля 1999 года и продержалась девять недель в «хит-параде двух столиц» с 16 мая по 18 июля 1999 года. В июле 1999 года режиссёр Александр Солоха снял видеоклип на эту композицию, действие которого происходит в пустыне. Съёмки клипа проходили в одном из павильонов «Мосфильма», куда было завезено четыре тонны песка и несколько больших газовых горелок для создания открытого огня. Премьера состоялась на телеканале «MTV Россия» в конце июля.
Осенью 1998 года Михей вместе с Брюсом записал ремейк песни Юрия Антонова «Дорога к морю» (1981). Песня была записана с разрешения Антонова, который сначала отверг предложение создания ремейка, но вскоре передумал, услышав две другие песни коллектива. Михей считал, что композиция полностью написана Антоновым, однако, когда первая партия тиража компакт-дисков альбома ушла на продажу, выяснилось, что слова к песне были написаны поэтом-песенником Леонидом Фадеевым. Hа оставшейся части тиража авторство было указано правильно. Бэк-вокал в песне исполнила грузинская певица Теона Контридзе («Мама vol.1», «Дорога к морю» и «Favorite colour of my life»). В итоге «Дорога к морю» также попала в ротацию радио «Максимум», где она впервые прозвучала 1 августа 1999 года и продержалась пять недель в «Хит-параде двух столиц» с 1 августа по 5 сентября 1999 года.

Обложка альбома «Сука любовь»

К марту 1999 года было записано семь песен из десяти, а также велись поиски фирмы грамзаписи для выпуска альбома. В начале марта состоялась премьера видеоклипа на песню «Сука любовь», который был снят за одну ночь на подземной стоянке на Манежной площади. Сразу после этого Михей подписал контракт с компанией Real Records на выпуск альбома, выход которого изначально был запланирован на апрель. В итоге дебютный и единственный альбом группы «Михей и Джуманджи» под названием «Сука любовь» был выпущен 25 мая 1999 года. Дизайн обложки альбома создал Баскет — известный российский граффити-райтер, также работавший над обложками Bad Balance. Альбом стал очень успешным, песни из него — «Сука любовь», «Туда», «Мама» — стали хитами, а сам Михей был признан лучшим исполнителем 1999 года. Группа стала активно гастролировать с материалом альбома.

## Критика
Альбом принёс группе всероссийскую известность и был высоко оценён критикой: его называли «прорывом» и «сенсацией», часто включали в число лучших альбомов 1999 года. Особенное удивление у рецензентов вызывало то, что крайне популярной стала группа, работающая в совершенно чуждой для российской масс-культуры стилистике.
В марте 1999 года, ещё до выхода альбома, музыкальный журналист Александр Кутинов в своей статье для журнала «ОМ» упомянул, что Михея иногда называют «русским Jamiroquai», а также заметил, что в музыке «Джуманджи» впервые для России угадывается настоящая «чёрная» эстетика.
В июне 1999 года музыкальный критик журнала «ОМ» Андрей Бухарин сравнил альбом Михея с творчеством британского музыканта Финли Куэя и оценил его на 4 из 5:
Его хиты «Сука-любовь» и «Мама» уже основательно прокачали радиоэфир солнечными позитивными вибрациями. Как водится, остальные композиции лишь довесок, пусть и очень приличный, к двум суперхитам. Одна из этих песен — забавная регги-версия «Дороги к морю» Юрия Антонова. И ещё: в отличие от радио с его обрезанными частотами, на компакт-диске слышно, что запись очень бедная. Но то вина не Михея. Откуда деньги у музыканта?
В июне 1999 года журналист Юрий Яроцкий в статье для журнала «Афиша» назвал Михея «русским Jamiroquai», а сам альбом «настоящим шедевром», отметив, что «всё сделано Михеем с любовью и умением, хитро по ритмам, идеально по вокалу».
В июне 1999 года музыкальный критик Илья Кормильцев оценил альбом четырьмя звёздами из пяти и похвалил «удачно вписавшийся в концепцию» римейк антоновской «Дороги к морю»:
Интересная и необычная работа. Диско с элементами регги, хороший вокал, ощущение стиля. Михея вряд ли можно спутать с кем бы то ни было. Странный выговор нынче в моде, но здесь он звучит как-то ненарочито и естественно. И остальные песни, к счастью, не являются (как это часто случается) всего лишь довеском к заглавному хиту. Особенно радует удачно вписавшийся в концепцию римейк антоновской «Дороги к морю». Так сделать песню своей — это надо ещё уметь. Если сам не принадлежишь к той древней эпохе, то и не догадаешься, что это песня советского композитора.
В июне 1999 года редактор журнала Fuzz, Александра Седова, оценила альбом четырьмя звёздами из пяти и отметила, что «Михей нашёл свою стезю»: «необычно и тем самым способно привлечь очень-очень много поклонников».
В октябре 1999 года обозреватель журнала «Автопилот» Игорь Мальцев писал, что «русскоязычный может запеть как цветной, не сломав при этом языка».
В ноябре 1999 года рецензент сайта «Звуки.ру» И.Кацман (Антон Костылёв) заметил, что традиционное сравнение с Jamiroquai вполне оправдано.

### Ретроспектива
В 2004 году главный редактор портала Rap.ru Андрей Никитин написал, что Михей создал «уникальный для России проект»: напоминающий по духу западный Jamiroquai, коллаж фанка, соула и регги, а «успех, выпавший на долю Михея, значительно превышал все лавры Bad B.».

### Рейтинги
- По итогам 1999 года радиостанции Maximum Михей был назван «Исполнителем года», а дуэт Михея с Инной Стил — «Дуэтом года». Песни «Туда», «Дорога к морю» и «Сука любовь» группы «Михей и Джуманджи» вошли в «Лучшую сотню хитов радио за 1999 год», а песни «Туда» и «Дорога к морю» вошли в Топ-20 ротации русских песен в эфире радио Maximum в 1999 году[16].
- По итогам 1999 года, подведённым журналом «ОМ», группа «Михей и Джуманджи» победила в номинации «Группа года», но проиграла «Земфире» в номинации «Прорыв года». Альбом «Сука любовь» проиграл в номинации «Альбом года» дебютному альбому группы «Земфира», а одноимённая песня проиграла в номинации «Песня года» песне «Убили негра» группы «Запрещённые барабанщики»[17][42].
- В декабре 1999 года музыкальная газета «Живой звук» поместила альбом «Сука любовь» в список «20 лучших отечественных и зарубежных альбомов года»[11].
- В январе 2000 года на сайте о правильной музыке «Непопса» альбом «Сука любовь» вошёл в список «25 лучших альбомов года»[12].
- В январе 2000 года в передаче «Русская десятка за год» на телеканале «MTV Россия» видеоклип на песню «Туда» вошёл в Топ-10[12].
- В 2007 году главный редактор портала Rap.ru, Андрей Никитин, поместил альбом «Сука любовь» в список «Главных альбомов русского рэпа», а самого Михея назвал «одним из лучших голосов в русском рэпе»[13].
- В 2010 году редакторы журнала «Афиша», Александр Горбачёв и Григорий Пророков, по итогам опроса молодых российских музыкантов поместили альбом «Сука любовь» в список «50 лучших русских альбомов всех времён»[14].
- В 2011 году журнал «Афиша» поместил песню «Сука любовь» в список «99 русских хитов» за последние 20 лет[18].
- В 2017 году редактор английского интернет-издания Highsnobiety, Анастасия Фёдорова, поместила песню «Сука любовь» в список «A Brief, Untold History of Russian Rap»[19].
- В 2020 году видеоклип группы «Михей и Джуманджи» на песню «Сука-любовь» вошёл в список «25 главных хип-хоп-клипов на русском языке» журнала «Афиша»[20].
- В 2022 году сайт «Афиша Daily» поместил альбом в список «100 лучших альбомов за последние 30 лет»[15].

## Отражение в культуре
В 2002 году песня «Сука любовь» группы «Михей и Джуманджи» прозвучала в рекламе MP3-плееров от компании Samsung. В самом видеоролике Михей снялся в роли охранника вместе с группами «Отпетые Мошенники» и «Чичерина».
5 ноября 2012 года певец Баста выпустил кавер-версию песни Михея «Мама». Песня попала в ротацию нескольких российских радиостанций. 7 ноября был выпущен видеоклип на эту песню.
29 января 2013 года состоялся релиз трибьют-альбома «Посвящение Михею», приуроченного к юбилейному концерту «10 лет памяти Михея», прошедшего 1 ноября 2012 года в Москве при участии Первого музыкального Издательства и компании «Твой Концерт». На трибьют вошли все композиции с данного альбома в обработке современных артистов российской поп- и R'n'B-сцены. Специально для этого сборника и в память о солисте группы «Михей и Джуманджи» свои кавер-версии на песни Михея представили: Ёлка, Ева Польна, Бумбокс, Банд’Эрос, Каста, Иван Дорн, «Via Чаппа», Баста, Пицца, Сергей Галанин, Даша Суворова, Инна Стил, Nanik и DJ LA. Журнал  «Коммерсантъ-Weekend», делая обзор на сборник, назвал певицу Ёлку одним из прямых последователей Михея.
В 2019 году группа ROCK PRIVET записала кавер-версию «Туда» в стилистике групп Daughtry и Green Day.

## Переиздания
16 ноября 2002 года альбом «Сука любовь» был переиздан компаниями Real Records и Первое Музыкальное Издательство. На альбом было добавлено две новые песни, при этом исчезла песня «Дорога к морю». По словам бывшего директора группы, Александра Овруцкого, это было решение компании.
В декабре 2012 года фирма грамзаписи «Никитин» и Первое Музыкальное Издательство выпустили альбом «Сука любовь» на компакт-дисках в формате «Digipack». В треклист вошли все песни из переиздания 2002 года.
14 мая 2013 года фирма грамзаписи «Никитин» и Первое Музыкальное Издательство выпустили виниловую версию альбома «Сука любовь». В треклист вошли все песни из переиздания 2002 года. В конверт для пластинки вошёл рисунок, сделанный Михеем ещё в юношеские годы.
В 2020 году альбом «Сука любовь» был выпущен на виниле на лейбле ZBS Records.

## Список композиций
| №   | Название                                             | Текст песни   | Музыка                      | Длительность |
| --- | ---------------------------------------------------- | ------------- | --------------------------- | ------------ |
| 1.  | «Сука любовь»                                        | Михей         | Михей, Mr. Bruce            | 4:55         |
| 2.  | «Мама vol.1» (Original)                              | Михей         | Михей, Mr. Bruce            | 4:19         |
| 3.  | «Дорога к морю» (римейк песни Юрия Антонова)         | Леонид Фадеев | Михей, Mr. Bruce            | 3:56         |
| 4.  | «Достоин»                                            | Михей         | Михей, Mr. Bruce            | 4:26         |
| 5.  | «Favorite colour of my life» (Моей любимой Кристине) | Михей         | Михей, Mr. Bruce            | 4:33         |
| 6.  | «Туда» (при участии Инны Steel)                      | Инна Steel    | Инна Steel, Андрей Соловьёв | 4:52         |
| 7.  | «Так чисто»                                          | Михей         | Михей, Mr. Bruce            | 4:18         |
| 8.  | «Кошка» (Смысл прост)                                | Михей         | Михей, Mr. Bruce            | 4:27         |
| 9.  | «Плачет по тебе»                                     | Михей         | Михей, Mr. Bruce            | 3:39         |
| 10. | «Мама vol.2» (при участии DJ LA)                     | Михей         | DJ LA                       | 4:57         |

| №   | Название                                             | Текст песни  | Музыка                      | Длительность |
| --- | ---------------------------------------------------- | ------------ | --------------------------- | ------------ |
| 1.  | «Сука любовь»                                        | Михей        | Михей, Mr. Bruce            | 4:55         |
| 2.  | «Мама vol.1» (Original)                              | Михей        | Михей, Mr. Bruce            | 4:19         |
| 3.  | «Достоин»                                            | Михей        | Михей, Mr. Bruce            | 4:26         |
| 4.  | «Favorite colour of my life» (Моей любимой Кристине) | Михей        | Михей, Mr. Bruce            | 4:33         |
| 5.  | «Туда» (при участии Инны Steel)                      | Инна Steel   | Инна Steel, Андрей Соловьёв | 4:52         |
| 6.  | «Так чисто»                                          | Михей        | Михей, Mr. Bruce            | 4:18         |
| 7.  | «Кошка» (Смысл прост)                                | Михей        | Михей, Mr. Bruce            | 4:27         |
| 8.  | «Плачет по тебе»                                     | Михей        | Михей, Mr. Bruce            | 3:39         |
| 9.  | «Мама vol.2» (при участии DJ LA)                     | Михей        | DJ LA                       | 4:57         |
| 10. | «Для тебя»                                           | Михей        | Михей, Евгений Ступка       | 3:47         |
| 11. | «По волнам» (Михей и ВИА Чаппа)                      | Иззи, Патрик | Шуралей                     | 4:53         |

(*) «Дорога к морю» была исключена при переизданиях альбома, так как авторские права на оригинал песни принадлежат Юрию Антонову.

## Участники записи
Участники записи для альбома «Сука любовь» взяты из отсканированной копии буклета альбома.
- Сергей Крутиков («Михей») — вокал, аранжировка, автор слов (кроме «Дорога к морю» и «Туда»)
- Эльбрус Черкезов («Mr. Bruce») — бас-гитара, аранжировка[2]
- Теона Контридзе — бэк-вокал («Мама vol.1», «Дорога к морю» и «Favorite colour of my life»)[37]
- Инна Steel — вокал, музыка и автор слов («Туда»)
- Андрей Соловьёв — аранжемент и музыкальный продакшн («Туда»)
- Глеб Матвеев («DJ LA») — музыка («Мама Vol. 2»)
- Михаил Ребров — саксофон («Мама vol.1» и «Дорога к морю»)
- Алексей Сысоев — клавишные
- Сергей Халабузарь («Кот») — ударные
- Игорь Игнатов — ударные
- Игорь Коваленко — ударные
- Леонид Фадеев — автор слов («Дорога к морю»)
- Юрий Антонов — композитор («Дорога к морю»)
- Всеволод Устинов — звукорежиссёр студии «Гала»
- Сергей Матвеев — звукорежиссёр студии «Гала»
- Юрий Богданов — звукорежиссёр студии «Гала», мастеринг альбома на студии Magic Mastering Studio в Москве (1999)
- Владимир Воронцов — звукорежиссёр студии «Красная роза»
- Дмитрий Герасименко — звукорежиссёр студии «Красная роза»
- Дмитрий Усердов — звукорежиссёр студии «Красная роза»
- Кристина Кейта — отсылка в песне «Favorite colour of my life»
- Вадим Арапов — фотографии для обложки альбома
- Олег Басков («Баскет») — дизайн обложки альбома

## Чарты и ротации
В 1998 году песня «Сука любовь» группы «Михей и Джуманджи» попала в ротацию радио «Максимум», где она впервые прозвучала 11 октября 1998 года, продержалась две недели в «хит-параде двух столиц» с 15 по 29 ноября 1998 года, заняла 76 место в «лучшей сотне хитов радио Максимум за 1998 год» и 69 место в «лучшей сотне хитов радио Максимум за 1999 год».
В 1998 году песня «Мама» группы «Михей и Джуманджи» попала в ротацию радио «Максимум», где она впервые прозвучала 13 декабря 1998 года и продержалась две недели в «хит-параде двух столиц» с 3 по 17 января 1999 года.
В 1999 году песня «Туда» группы «Михей и Джуманджи» и певицы Инны Стил попала в ротацию радио «Максимум», где она впервые прозвучала 25 апреля 1999 года, продержалась девять недель в «хит-параде двух столиц» с 16 мая по 18 июля 1999 года и заняла 31 место в «лучшей сотне хитов радио Максимум за 1999 год». 4 июля 1999 года песня «Туда» (дуэт с Инной Стил) попала в ротацию хит-парада «Чартова дюжина» на радиостанции «Наше радио».
В 1999 году песня «Дорога к морю» группы «Михей и Джуманджи» попала в ротацию радио «Максимум», где она впервые прозвучала 1 августа 1999 года, продержалась пять недель в «Хит-параде двух столиц» с 1 августа по 5 сентября 1999 года и заняла 56 место в «лучшей сотне хитов радио Максимум за 1999 год».
По данным интернет-проекта Moskva.FM, 10 песен группы «Михей и Джуманджи» были в ротации нескольких российских радиостанций с 2008 по 2015 год: «Туда», «Мама», «Достоин», «Сука любовь», «Так чисто», «Дорога к морю», «Рыбка», «Для тебя», «Favorite colour of my life» и «Кошка». При этом песня «Туда» является самым популярным треком группы на радио, который за семь лет с 2008 по 2015 год прослушали два миллиона семьсот тысяч раз.

## Видеоклипы
- «Сука любовь» (версия на парковке) (1997)[57]
- «Сука любовь» (1998)[58]
- «Туда» (1999)[59]